# Liste der Monuments historiques in Essoyes
Die Liste der Monuments historiques in Essoyes führt die Monuments historiques in der französischen Gemeinde Essoyes auf.

## Liste der Immobilien
| Bezeichnung        | Beschreibung            | Standort                     | Kennzeichnung | Schutzstatus | Datum | Bild           |
| ------------------ | ----------------------- | ---------------------------- | ------------- | ------------ | ----- | -------------- |
| Kapelle St-Bernard | aus dem 12. Jahrhundert | südwestlich des Ortes (Lage) | PA00078108    | Classé       | 1979  | weitere Bilder |

## Liste der Objekte
| Bezeichnung                | Beschreibung                                | Standort                     | Kennzeichnung | Schutzstatus | Datum | Bild |
| -------------------------- | ------------------------------------------- | ---------------------------- | ------------- | ------------ | ----- | ---- |
| Orgel                      | Haupteintrag für PM10004981                 | in der Kirche St-Rémy (Lage) | PM10004980    | Classé       | 1988  |      |
| Instrumentalteil der Orgel | 1885 von Charles und Frédéric Rollin gebaut | in der Kirche St-Rémy (Lage) | PM10004981    | Classé       | 1988  |      |